# Wilhelm Stürmer

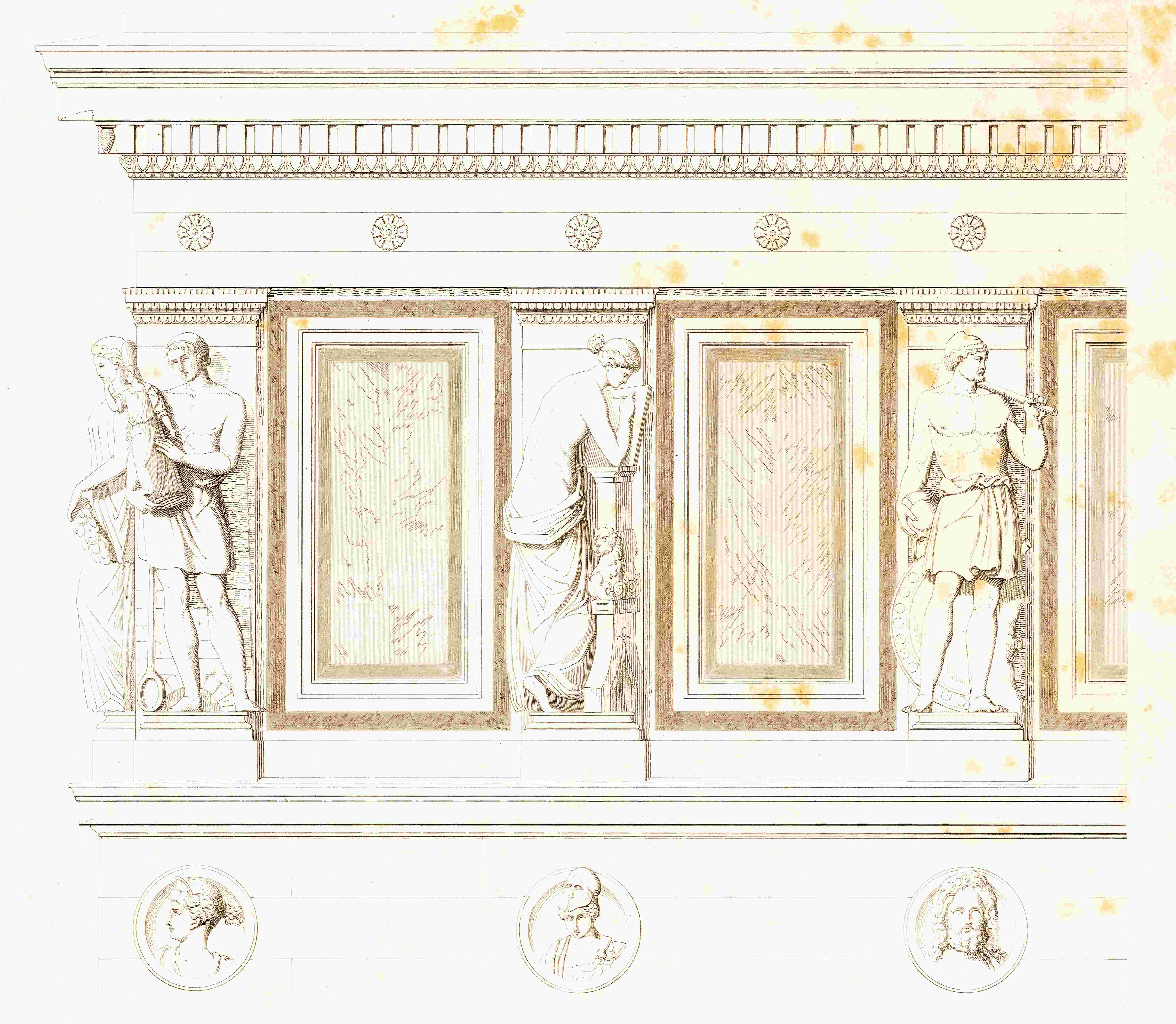
Allegorische Darstellungen der Künste und Wissenschaften am Südrisalit des Neuen Museums, bei deren Ausführung Wilhelm Stürmer beteiligt war, aus Friedrich August Stüler, Das Neue Museum in Berlin, Riedel 1862

Ludwig Wilhelm Stürmer (* 1812 in Berlin; † 1885 ebenda) war ein deutscher Bildhauer.

## Leben
Er wurde 1812 in Berlin als Sohn des Malers und Radierers Heinrich Stürmer (1774 oder 1775–1855) und Bruder des Historien- und Freskenmalers Karl Stürmer geboren. An der Preußischen Akademie der Künste war er Schüler Ludwig Wilhelm Wichmanns und Christian Daniel Rauchs. Ab 1838 war er in München bei Ludwig Schwanthaler. In den 1840er Jahren wirkte er wieder in Berlin. Er war am bauplastischen Schmuck des Neuen Museums beteiligt. Eine weitere Zusammenarbeit am Ende der 1840er Jahre ist mit Friedrich August Stüler beim Königstor und dem Roßgärter Tor in Königsberg bekannt.
Mit seiner Frau Charlotte, geborene Bonge (1833-um 1905) hatte er zwei Kinder. 1885 wählte Stürmer den Freitod.

## Werke
- Berlin
  - Beteiligung an den allegorischen Statuen am Nord- und Südrisalit des Neuen Museums
  - Medaillon Adler mit Schlange (1853) für die Sockel der Figurengruppen auf der Schlossbrücke (nach anderen Quellen dem Bildhauer Friedrich Wilhelm Wolff zugeschrieben)
  - Gruppe Italia, Berliner Börse (1860)
  - allegorische Statuen der Industrie und der Schiffahrt auf dem Dach des kaiserlichen Schlosses
- Greifswald – Statuen Herzog Wartislaw IX. von Pommern, Herzog Bogislaw XIV. von Pommern, Friedrich Wilhelm III. von Preußen, Friedrich I. von Schweden, Rubenow-Denkmal vor der Universität
- Königsberg i. Pr.
  - eine Reihe von Statuetten preußischer Regenten für das Schloß in Königsberg (vor 1847)
  - Bauplastischer Schmuck am Königstor (Architekt Friedrich August Stüler), u. a. drei Herrscherstatuen: König Ottokar II. von Böhmen, Herzog Albrecht von Brandenburg-Ansbach und König Friedrich I. in Preußen (1847)
  - zwei kolossale Sandsteinstatuen am Friedländer Thor in Königsberg
- Potsdam – Ausführung der allegorischen Figuren Januar (1865), Februar (1866) und Oktober (1866) nach Modellen von Hermann Schievelbein am Orangerieschloss
- Putbus – die Sandsteinstatue des Großen Kurfürsten auf dessen Denkmal bei Putbus
- Rastenburg – Kolossalstatue des Herzogs Albrecht in der Erziehungsanstalt zu Rastenburg
- Rügen – Ausführung der Statuen der Preußensäulen (1854/55)